# F-20 (航空機)
F-20 タイガーシャーク
F-20
- 用途：戦闘機
- 製造者：ノースロップ（現ノースロップ・グラマン）
- 初飛行：1982年8月30日
- 生産数：3機

F-20は、アメリカ合衆国のノースロップ（現ノースロップ・グラマン）が開発した戦闘機。愛称はタイガーシャーク（Tigershark、イタチザメ）。
F-5の後継機として、おもに米国と同盟関係にある中小の国ならびに地域への輸出を主眼に開発された。進歩した設計、電子化された搭載機器、強力な新型エンジンを採用し、さらには限定的ながらフライ・バイ・ワイヤも導入されている。これらによって大幅な性能向上を果たしたが、輸出許可を巡る政治的情勢に翻弄され、わずか3機の試作機の製作に終わる（うち1機が現存）。ノースロップは「F-20はF-16Aよりも低コストで優れた性能を発揮する世界最高級の戦闘機」として宣伝していた。

## 開発経緯
1974年、ノースロップは中華民国（台湾）向けの機体としてF-5を改良した案を検討したが、中華人民共和国との関係悪化を懸念したアメリカ政府に止められることになった。
その後、1980年にカーター政権（当時）が決定した中間国際戦闘機構想にのっとり、ノースロップが自主開発を再開した。初飛行は1982年8月30日。新鋭機を海外に販売できないという法律があったため、F-5の改良型である体裁をとり類別番号をF-5Gとしていた。開発当時は、中小国向けのベストセラー機であった同社製のF-5を使用している国への売り込みを考えていた。
なお、この時期に同様の輸出用戦闘機として、ジェネラル・ダイナミクスよりF-16のダウングレード型であるF-16/79（エンジンを、輸出規制が行われていたF100ターボファンエンジンから、旧式ながら輸出実績のあるJ79ターボジェットエンジンに変更）が提案され、試作機が製作されていた。
なお、当初の輸出予定先であった台湾は、結局はF-16/79とF-20のいずれの採用も拒否し、アメリカ諸企業の支援のもとF-16をベースにIDF経国号を開発・配備した、また、のちにアメリカがF-16を解禁し、F-16も輸入した。

### 機体設計

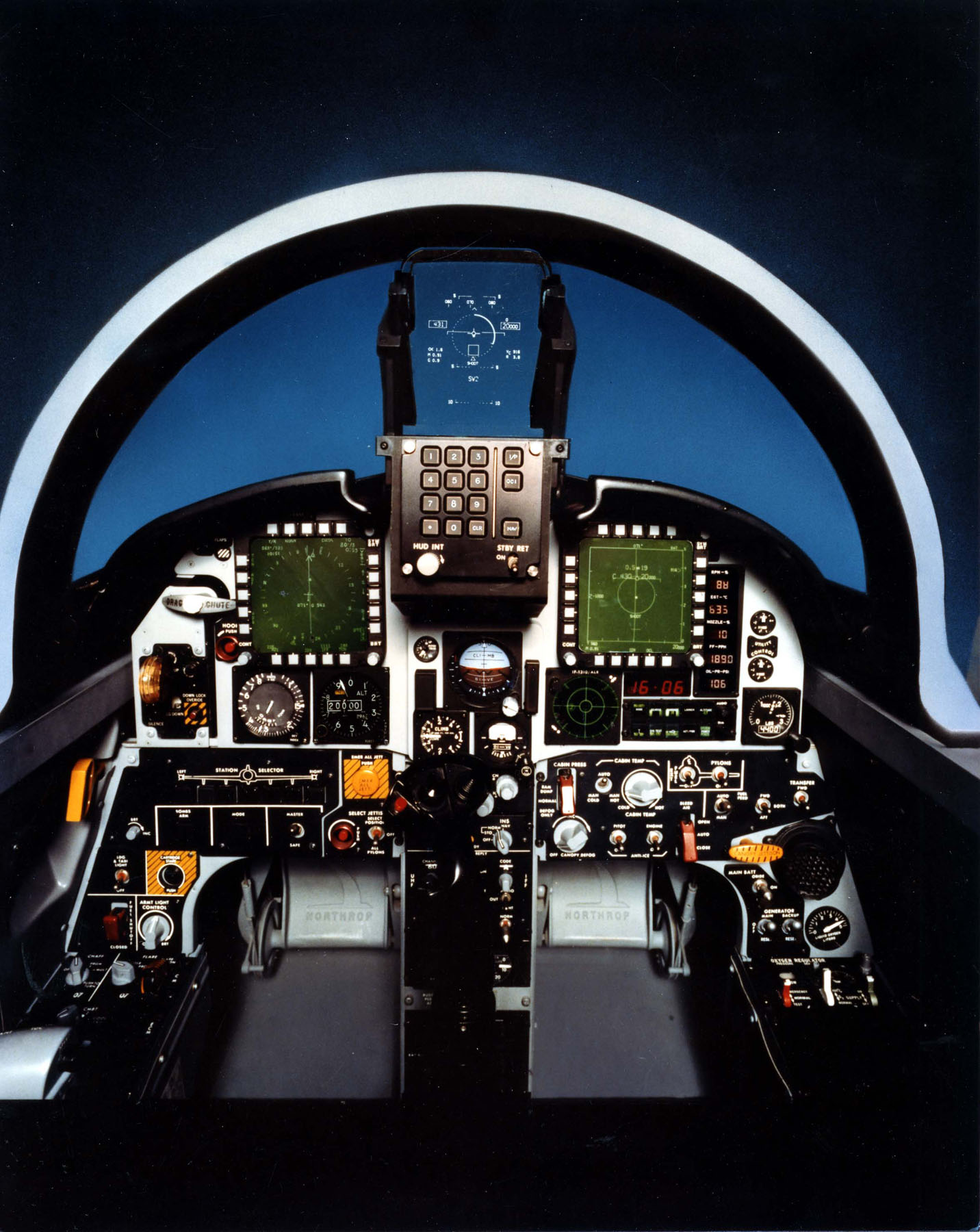
F-20のコックピットのモックアップ

元となったF-5戦闘機はJ85ターボジェットエンジンを双発で搭載するが、F-20はF404ターボファンエンジンの単発となっている。ジェットエンジンは小型であるほど推力重量比が高い傾向（二乗三乗の法則）にあり、本来であれば単発より双発のほうが機体の小型化には有利である。逆に双発機を単発機に改良し、なおかつ基本性能を大幅に向上させるということは過去に例がなく、それを可能にしたのは、J85開発時からの技術の進歩によって実現したF404の性能の高さによるものである。かつてのJ79の約6割の空虚重量ながらそれに比肩する推力を有する当エンジンは、陸上基地で運用するには騒音が大きいというデメリットはあったものの、1970年代当時の西側陣営では驚異的であった。このような小型・大推力を両立した基本性能もさることながら、F404エンジンは始動が僅か30秒で可能であり、これらによってF-20はスクランブル発進において3分以内に高度5,000mに到達可能という世界最速のタイムを誇っている。
GE製マルチモードレーダー、AN/APG-67をはじめとする高性能アビオニクスが採用された。APG-67はルックダウン能力を持つのみならず、スパロー空対空ミサイルの運用も可能であり、これは開発当初、同ミサイルを運用しない昼間戦闘機として計画された当時のF-16よりも優れた面であった。また、バディポッドと呼ばれる装備を搭載することにより、海軍機のF/A-18シリーズなどのように空中給油機としても使用可能である。
機体形状は原型となったF-5と似通っているが、より進化した空力設計による改良（主翼付け根のLERXの大型化、シャークノーズと称される抵抗を減らし揚力を生む扁平な機首形状）が加えられ、機体各部に各種の新素材を使用しているほか、コクピットもGE製ヘッドアップディスプレイ、ベンディックス製デジタルディスプレイ、ハネウェル製ミッションコンピュータにHOTASの採用など、当時の新鋭機と比べても遜色がない。必然的に機体価格は高くなったが、それでもF-16よりは安価に設定されていた。
フライ・バイ・ワイヤは水平尾翼に二重に用いられているのみであり、とくにCCV技術も導入されてはいない。CCV設計ではない最後の旧世代戦闘機といえるが、それでもF-5譲りの極めて高い運動性や操縦性を誇った。テストパイロットで顧問でもあった、初の超音速パイロットチャック・イェーガーが絶賛したことが知られている。

## 採用状況

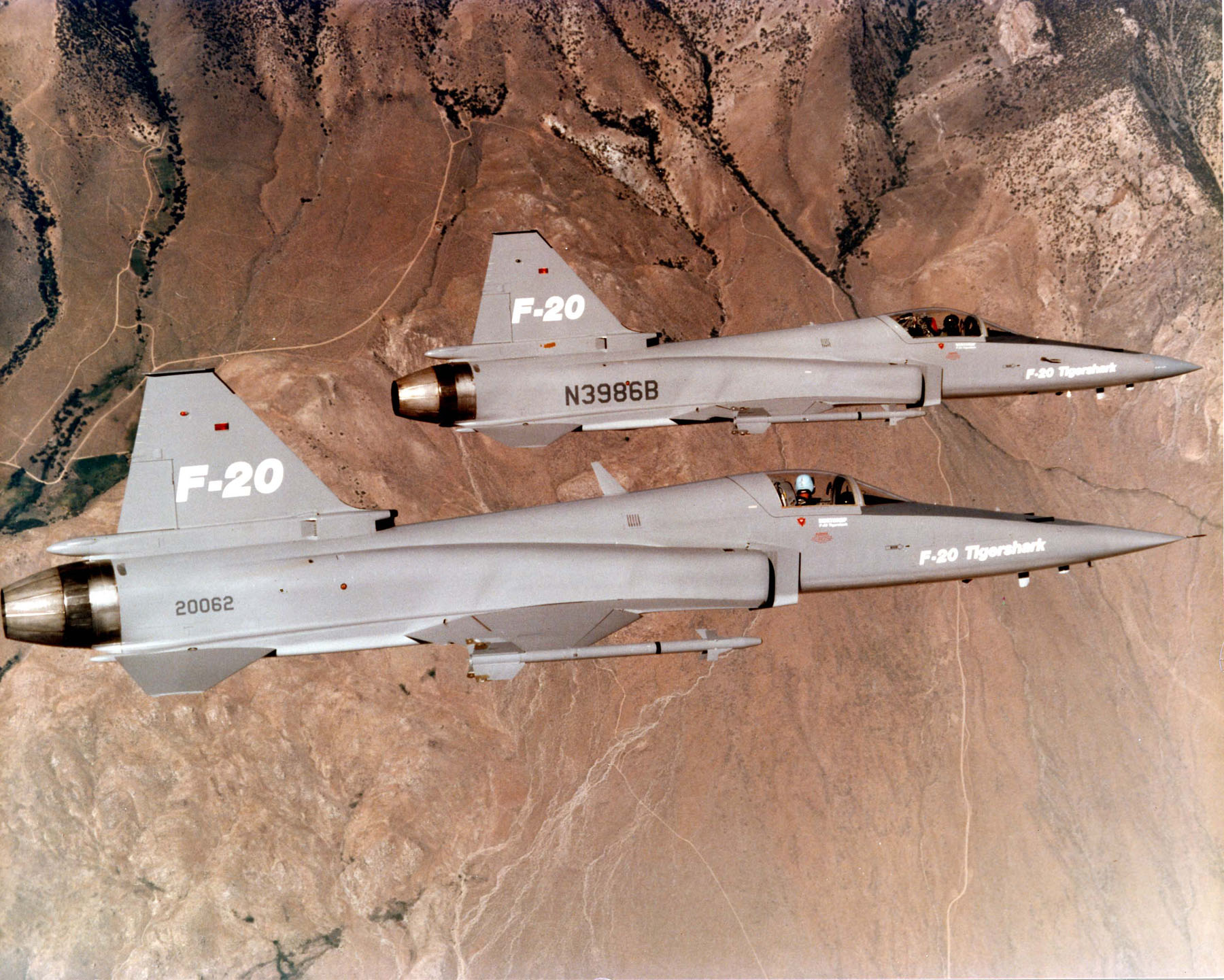
手前は1号機、奥は2号機

しかし、現実に本機を採用した国はひとつもない。空軍州兵向けにも売り込みがかけられたが、採用されなかった。これにはいくつかの原因があるが、最大の理由はF-16の存在が関係している。本機の試作がスタートした当時、すでにF-16の能力向上案としてF-20と同様の能力を付加することが決定していた。その上、採用を当て込んでいたF-5ユーザーの多くが、1980年のF-16輸出解禁によって、価格が多少安くとも性能が未知数のF-20より、アメリカ空軍が採用済みで性能的にリスクが少ないF-16を選択したという事情もある。また、F-16自体が大量生産と減価償却の進行によって価格が下降に推移し、比較的「廉価な戦闘機」となった事も大きい。
1980年代にインドにライセンス生産を提案したが実現しなかった。再度、台湾の次期戦闘機として提案されたが、アメリカでの政権交代の折に輸出がキャンセルされ（後に台湾は経国を開発）、アグレッサー部隊の使用機候補となったり（同時に候補となったのは、F-16/79と後にF-21Aとして採用されたクフィル）したものの、1機も採用されなかった。採用を決めた国にはヨルダン及びバーレーンがあるが、生産ラインを稼動できる数量ではなかったためヨルダンはF-16を、バーレーンはF-5Eを導入した。要撃機としてアメリカ空軍州兵向けの提案もなされたが、F-16の大量採用による価格低減によって、当初F-20が持っていた価格的優位性は失われており、F-16 ADFに敗れている。この後、ノースロップはF-5をライセンス生産していた韓国に生産治具ごとライセンスの売却を持ちかけたが実現せず、プロジェクトは終焉を迎えた。なお、F-20で採用されたシャークノーズや大型LERXは、後期生産型F-5E/Fの一部に取り入れられている。
F-20の試作機は3機が作られデモンストレーションが行われたが、1号機（82-0062 (GG.1001)）は1984年10月10日に韓国でのデモフライト中に墜落する。この事故でテストパイロット、ダレル・コーネルが殉職した。2号機（82-0063（GI.1001)）も1985年5月12日のカナダでのデモフライトで失われた。3号機（82-0064 (GI.1002)）は現存し、ロサンゼルスのカリフォルニア・サイエンス・センターで展示されている。なお、展示機にはエンジンとエンジンノズルが付いていない。
1号機と2号機の墜落原因は不明で、少なくとも機体の欠陥ではないとされ、高度の機動性にパイロットが対応できなかったという説が有力視されている。

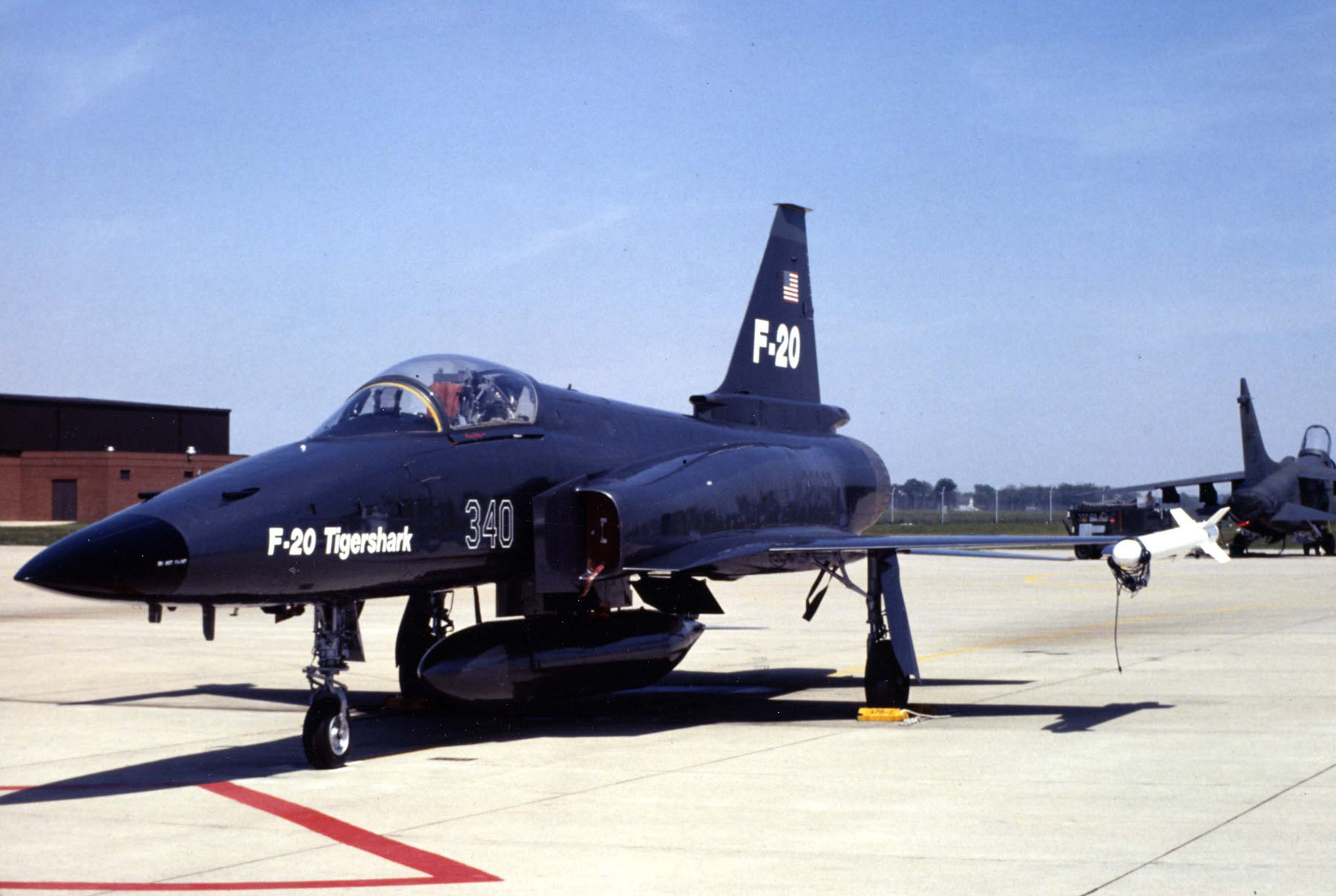
2号機(識別番号340)パリ航空ショー
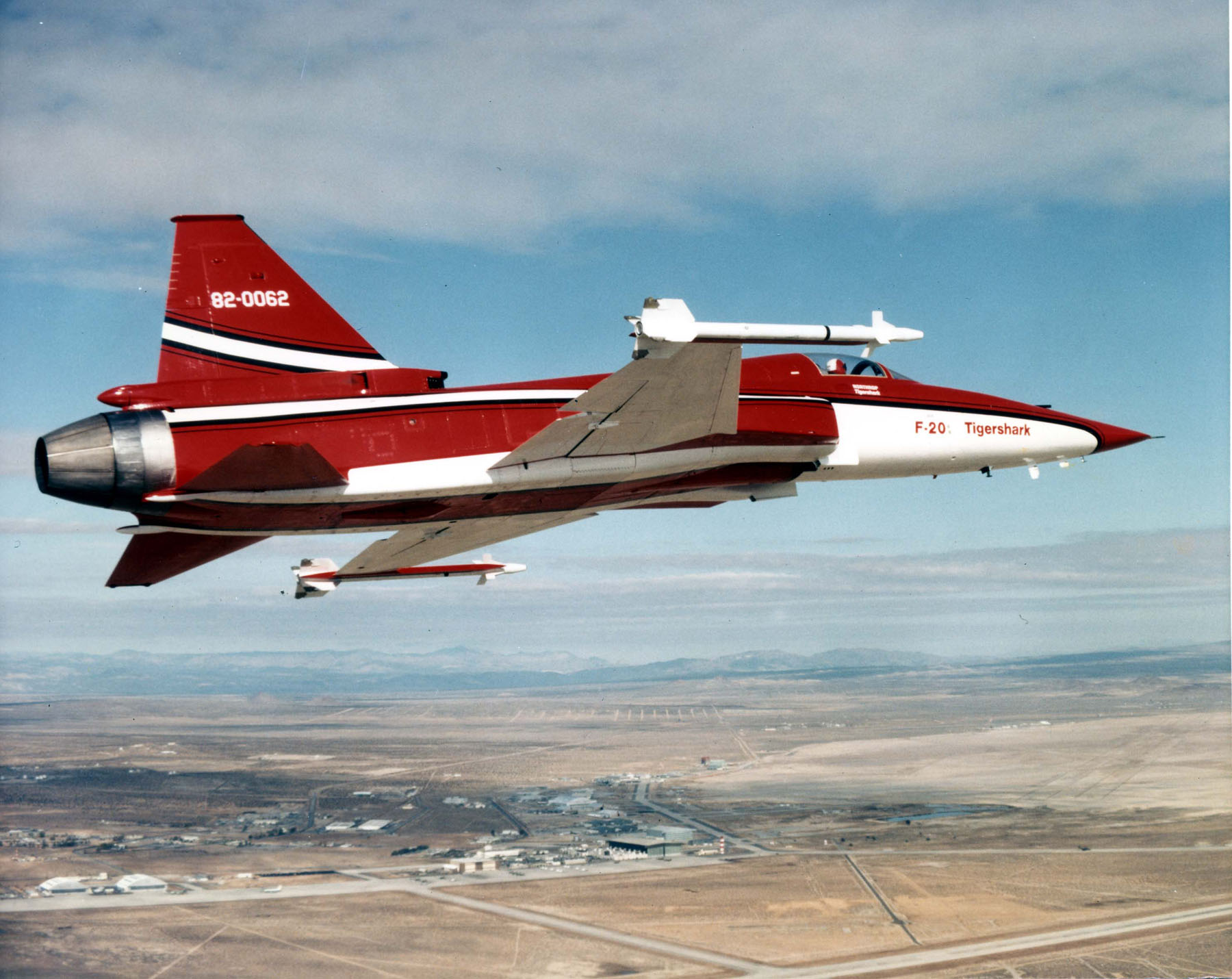
1号機。赤色で塗装されている
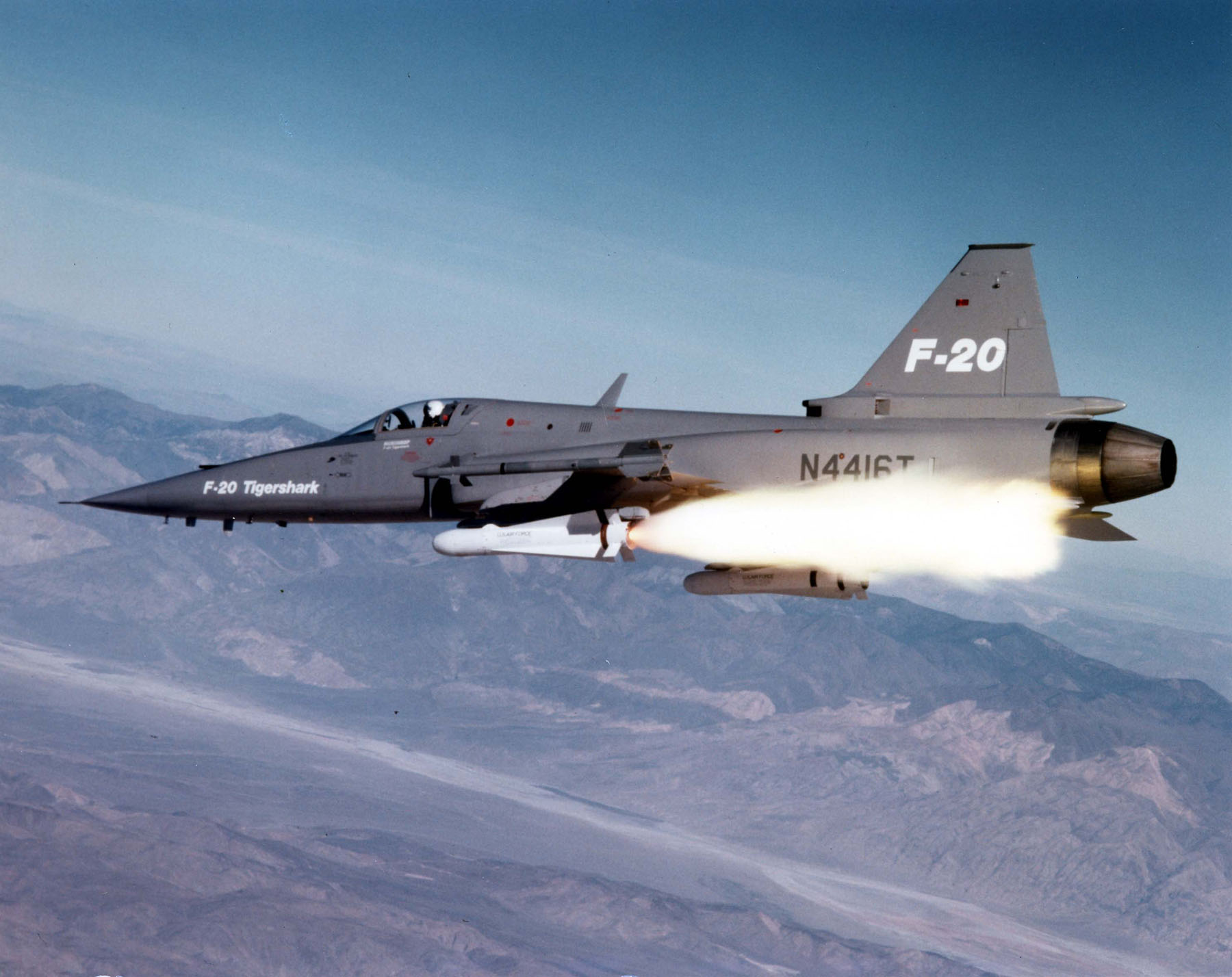
AGM-65 マーベリックを発射するF-20

## 余談
- 本機はF-16との競争に敗れているが、それ以前に試作したYF-17（F/A-18 ホーネットの原型機）も空軍のACF審査でF-16に敗れており、ノースロップはゼネラル・ダイナミクスの製作した一機種に戦闘機メーカーとして敗れ去ったともいえる。なお、ATF計画で試作したYF-23もロッキード・マーティン社（ゼネラル・ダイナミクスの軍用機部門を引き継いだ）のF-22に敗れている。
- 本機とF/A-18の間の機体番号である「19」が欠番となっていることから、「アメリカは極秘でレーダーに映らない飛行機（後のステルス機）を製作しており、19はその番号である」と噂され、いくつかの想像図が発表された。その内のひとつは、イタリアの模型メーカーであるイタレリからプラモデルが発売されている。
- わずか3機の試作に終わった事実上の失敗作にもかかわらず、日本の飛行機マニアにおける知名度は非常に高い。これは、新谷かおるの漫画『エリア88』で主人公・風間真の搭乗機としてF-20が登場し、長期間にわたって活躍したことが一因である。文林堂の『世界の傑作機』シリーズにおいてF-5E及びF-20が特集された際には、新谷へのインタビューが掲載されたほか、表紙イラストにも風間真のパーソナルマークを描きこんだF-20が描かれており、その影響の強さが窺える。

## 要目
出典: Northrop F-5/F-20/T-38, Complete Encyclopedia of World Aircraft
諸元
- 乗員: 1名
- 全長: 14.17 m （46 ft 6 in）
- 全高: 4.22 m （13 ft 10 in）
- 翼幅: 8.13 m（26 ft 8 in）
- 翼面積: 18.6 m2 （200 ft2）
- 空虚重量: 5,090 kg （13,150 lb）
- 運用時重量: 6,830 kg （15,480 lb）
- 最大離陸重量: 11,920 kg （27,500 lb）
- 動力: F404-GE-100 ターボファンエンジン、76 kN （17,000 lbf）  × 1

性能
- 最大速度: マッハ2以上
- 戦闘行動半径: 556 km (300 nmi)（Hi-Lo-Hi; 330gal燃料タンク×2基搭載）
- フェリー飛行時航続距離: 2,759 km (1,490 nmi)
- 実用上昇限度: 16,800 m （55,000 ft）
- 上昇率: 255 m/s （52,800 ft/min）
- 翼面荷重: 395 kg/m2 （81.0 lb/ft2）
- 推力重量比: 1.1

- アビオニクス: AN/APG-67火器管制レーダー、AN/ASN-144 リングレーザージャイロスコープ[5]、AN/APX-101 IFFトランスポンダ[6]

武装
5ヶ所のハードポイントに計3,600 kgの兵装を搭載可能。
- 固定武装
  - M39A2 20mm リヴォルヴァーカノン[注 1]×2門 (弾薬 各280発)
- ミサイル
  - 空対空ミサイル
    - AIM-7 スパロー
    - AIM-9 サイドワインダー

  - 空対地ミサイル
    - AGM-65 マーベリック

  - 空対艦ミサイル
    - ハープーン
- 爆弾
  - 無誘導爆弾
    - Mk.81 250lb爆弾
    - Mk.82 500lb爆弾
    - Mk 83 1000lb爆弾
    - Mk 84 2000lb爆弾

  - レーザー誘導爆弾
    - ペイブウェイ

  - ガンポッド
    - GPU-5/A - GAU-8の派生型GAU-13/Aを搭載。